# Саботаж! (фильм, 2000)
«Саботаж!» (англ. Sabotage!) — фильм режиссёров Эстебана Ибарреткса и Хосе Мигеля Ибарреткса 2000 года. Совместное производство Испании, Франции и Великобритании. Комедия на тему битвы при Ватерлоо.

## Сюжет
События разворачиваются в 1815 году. Для подъёма боевого духа накануне великой битвы в лагере французов проходит патриотический спектакль, который завершается выступлением императора Наполеона. На него готовится покушение, но заговорщика случайным выстрелом убивает капрал Армани. Благодарный Наполеон производит его в фельдмаршалы.
На следующий день в стан французов проникает английская шпионка леди Эдвина. Её по ошибке принимают за бельгийского шпиона, вернувшегося с задания из стана врага. Наполеон и Эдвина влюбляются друг в друга с первого взгляда, но долг есть долг — при первом удобном случае Эдвина, украв Генеральный план сражения, сбегает к главнокомандующему англичан, лорду Веллингтону. Узнав об этом, Наполеон отправляется за ней, переодевшись цыганкой и оставив командиром на время своего отсутствия Армани. Но Армани страдает манией величия — временами он мнит себя Бонапартом. И теперь, получив власть, он надевает плащ и треуголку и ведёт войска в атаку (так авторы фильма объясняют тактические ошибки французского командования).
В результате битвы армия французов разгромлена, а в плену у англичан оказываются сразу два Наполеона — настоящий, который при попытке сбежать был ранен в голову, и теперь считает себя простым фермером, и Армани, уверенный, что Бонапарт — это он. Суд над обоими правит сам король Англии Георг III, и он постановляет, что Армани следует признать Узурпатором и сослать на остров Святой Елены, а подлинного Бонапарта отпустить.

## В ролях
| Актёр                | Роль               | Оригинальная роль      |
| -------------------- | ------------------ | ---------------------- |
| Дэвид Суше           | Наполеон Бонапарт  | фр. Napoleon Bonaparte |
| Стивен Фрай          | лорд Веллингтон    | англ. lord Wellington  |
| Доминик Пинон        | Армани             | фр. Armani             |
| Александра Вандернот | леди Эдвина        | англ. lady Edwina      |
| Джим Данк            | капитан Клошар     | фр. Capt. Clochard     |
| Джейсон Уоткинс      | капитан Уорплесдон | англ. Capt. Worplesdon |

## Авторы фильма
В конце 80-х Хавьер Ибареткс (Javier Ibarretxe, 1961—2014) и его братья основали кинокомпанию Ibarretxe & Co. Эстебан (Esteban Ibarretxe) и Хосе Мигель (José Miguel Ibarretxe) писали сценарии и отвечали за режиссуру, Хавьер был кинопродюсером, а Сантьяго (Santiago Ibarretxe) писал музыку.
Снимали в основном короткометражные фильмы, один из них, «7:35 de la mañana» («7:35 утра») номинировался в 2005 году на премию «Оскар». Среди других известных работ «Malditas sean las suegras» (1994), «Sólo se muere dos veces» («Умираешь только дважды», 1997), «Vaya semanita» (телесериал, 2003), «Un mundo casi perfecto» (2011).

## Создание
Съёмки фильма проходили на родине братьев Ибареткс, в стране Басков, автономной области на севере Испании, со второго августа по пятое октября 1999 года.

## Награды
Фильм был представлен на Кинофестивале в Сиджесе (14 октября 2000 года) и на кинофестивале франко-испанских фильмов в Майами (19 июля 2001 года). Наград не получил.

## Критика
Фильм не пользовался успехом у зрителей — В Испании его посмотрели 50 825 человек, кассовые сборы составили 205 940 евро (на 10 августа 2002 года). Рейтинг IMDb составил 4,6 из 10.